# 1/2 summer
『1/2 summer』（ワンサイド・サマー）はALcotハニカムから2012年6月29日に発売された18禁恋愛アドベンチャーゲームである。2013年7月18日に追加要素を加えたPlayStation Portable版『1/2 summer+』（ワンサイド・サマープラス）が発売された他、2014年10月には作品の権限が「GLacé」へ移管された。

## あらすじ
8月の夏休み、草薙枢は田舎の祖母・真紀が経営する「草薙旅館」を手伝うようにと言われ、妹・一葉と共に秋田県の田舎町「神坐湖町」を訪れた。数年ぶりに訪れた田舎で、かつて一緒に遊んだ友達との再会の中、旅館に昔から棲む座敷童子であるクロハと出会い、旅館の跡継ぎとして選ばれ、そして彼女の不思議な力で夏休み期間だけの滞在のはずが突如家族全員での引越しとなってしまい、しかも総合学園「神坐学園」の寮の工事のためにしばらくの間旅館に移り住んでいる寮生の面倒を見る事になった。
かくして枢のドタバタな夏休みがはじまった。

## 登場人物
※声はPC版 / PSP版の順。

### メインキャラクター
草薙 枢（くさなぎ かなめ）
物語の主人公。神坐湖学園高等部二年。小学校の頃まで神坐湖町に居て、大学教授の両親の都合で東京に引越して数年間戻ってこなかったが、真紀のたってのお願いで避暑ついでに草薙旅館のバイトをするため、数年ぶりに一葉と共に神坐湖町に訪れた。はじめは夏休みの期間だけのバイトであったが、座敷童のクロハに旅館の跡継ぎとして選ばれ、クロハの力により強制的に家族ごと神坐湖町に移り住む事になり、無期限のバイト要員として働かされる事となった。両親が教授だからか勉強はでき成績優秀だが、ひとつの事に集中しすぎて周りの事をほったらかしにしてしまう癖があり、また、家事が全く出来ないため、一葉に家事の面倒を見てもらっている。
実は中湖に住む土地神である龍神「太郎八郎」の転生体である。草薙旅館に呼ばれたのは事故で死んだ4人を生き返らせる許可を取る為で、クロハが作り出した世界「ケテル」で4人をそれぞれ愛する事でその許可が得られる。
神ノ木 汐（かみのぎ うしお）
声 - 代初空 / 清水愛
157cm　85/58/88　O型　好きな色：オレンジ、バーミリオン　好きなもの：ウサギ、熊　所属クラブ/委員：文芸部
枢の幼馴染。幼馴染の中では一番よく遊んだ仲で、お医者さんごっこをした時の事などをよく覚えている。枢を「かなちゃん」と呼び、枢が神坐湖町に帰ってきた事を誰よりも喜び、暇さえあれば遊びに来る。枢とは幼い頃から恋心を抱いており、昔と何ら変わりない接し方をしている。
クロハの作った世界では枢と夫婦という関係で学生結婚しており、常にラブラブしているらしい。
実は神坐湖に住む土地神である龍神「辰子」の人間での姿。枢と異なり、姿を変えているだけなので龍としての記憶も持っており、力もある。8年前、クロハと出会って草薙旅館の座敷童となる事を提案したが、その際に力の大半を預けていたため、火災事故に巻き込まれて死亡している。8年前に焼けたはずの草薙旅館が存在しているのは汐の願い。
忍坂 つぐみ（おしさか つぐみ）
声 - 青葉りんご / 加藤恵
160cm　90/62/91　A型　好きな色：紅、紺　好きなもの：Wikipedia、2chまとめブログ　所属クラブ/委員：弓道部
枢の幼馴染。座敷童（クロハ）を奉る天垂伊龍神社の神主の娘で、自身も巫女を務めている。かなりの巨乳の持ち主。一人称は「ボク」でいわゆるボクっ娘。ネットでWikipediaや2chまとめブログなどで色々と情報を集め、得た知識を周囲に話すのが趣味で、「ウィキペディアン」と自称しているが、時々間違えた知識を話す事もしばしば。耳年魔でアダルトな会話を好むが、自身に降りかかると恥ずかしがって逃げる。小さい頃は枢たちグループのガキ大将でもあり、そのスパルタな言動は枢たちにパブロフの犬として身に染み付いている。中でも枢はつぐみに対して腰が低く、怒られるとすぐに謝ってしまうほど。枢自身もどうしてつぐみが苦手なのかは分からないらしい。
クロハの作った世界では枢と恋人同士という関係。
実は8年前の旅館の火災事故に巻き込まれて死亡している。原因は神社の移設工事の為で、「エデン」で神社がそのままなのはつぐみの願い。忍坂家の先祖はかつて「太郎八郎」の右目に矢を打ち込んで撃退した神主。枢がつぐみを苦手なのはこの影響。以来、忍坂家は代々弓道を継承し、つぐみも全国レベルの腕を持つ。また、除霊などの霊力も多少受け継いでいる。ただし、完全に祓えるほどの力はまだ持っていない。
久遠寺 澄空（くおんじ そら）
声 - 杏子御津 / 門脇舞以
145cm　78/56/80　B型　好きな色：ローズ、レッド　好きな食べ物：イタメシ　所属クラブ/委員：生徒会
枢よりひとつ年下の女の子で、全国的に有名な財閥「久遠寺グループ」の一人娘。東京（主人公の独白によれば実家は世田谷区にある）で変な男に言い寄られないようにと、施設の整った神坐湖学園へ入学させられ、自身も神座湖町が気に入っている。寮の改築に伴い他の生徒達と草薙旅館に移り住み、他の生徒より豪華な「花ゆづき」にて生活している。料理の知識は豊富だが、今までインスタント食品や駄菓子などの食事を堅く禁じられていたため、いつかは食べようと思っている。枢のことは最初から警戒しており、冷たい態度をとるが最低限のコミュニケーションはとる。しかし、勉学や従業員としての枢は認めている。
クロハの作った世界では枢と許婚という関係で、枢にかなり甘えた声で甘えてくる。
実は8年前の旅館の火災事故に巻き込まれて死亡している。原因は久遠時家による駅前の改築工事の為の視察で、澄空も両親と共に泊まっていたから。「エデン」で駅前がそのままなのは澄空の願い。枢のことを警戒しているのは男の事をよく知らないが為で、本来はクロハの作った世界のような甘えんぼである。先祖はかつて「太郎八郎」と戦って中湖を奪った僧「祖南坊」である。
詩代 叶（うたしろ かなみ）
声 - 桐谷華 / 種﨑敦美
152cm　84/57/85　O型　好きな色：新緑　好きな食べ物：おかゆ、おじや、山菜　嫌いな食べ物：海産物（特に甲殻類）　
枢の先輩で、草薙旅館で仲居のバイトをしている。枢が草薙旅館の跡取りと知り、結婚して女将になろうと既成事実を作ろうと積極的にアプローチしている。かつては病弱で、草薙旅館にも湯治客として訪れて枢とは面識があるが、現在はその面影がないほど元気すぎる性格をしている。
クロハの作った世界では枢とは現実世界と何ら変わらない関係。
実は8年前の旅館の火災事故の後、生きる希望であった枢と会えなくなったことで衰弱して死亡している。火災事故が直接的な死亡原因ではないが、間接的には原因ではある為、クロハの計画の対象となった。
草薙 一葉（くさなぎ かずは）
声 - 雪都さお梨 / 深田愛衣
154cm　82/57/84　O型　好きな色：スカイ・ブルー　好きな食べ物：カレーライス　嫌いな食べ物：ネバネバしたもの
PSP版の昇格ヒロインで枢の妹。兄である枢を異性として愛しており、家事が出来ない枢に変わって身の回りの世話を進んで行い、枢が神坐湖町に行く時も、建前は避暑目的で、内心はひと夏のアバンチュール（既成事実）を目的について来た。クロハにより「引越し」へとすり替えられても枢への想いは変わらずで身の回りの世話をしつつ虎視眈々と狙っており、枢がバイトをしている時も自称「シャドウ・シスター」として陰から見守っている。
紗乃 末璃（すずの まつり）
声 - 野水伊織
147cm　81/58/82　?　好きな色：白、萌葱色　好きな食べ物：果物全般　嫌いな食べ物：なし
PSP版の追加ヒロイン。汐にペットのように懐いており、汐を置いて東京に行った枢を何らかの理由で命を狙い東京へ行き、その頃からクラスメイトであった。枢が神坐湖町に戻ってきた事で自身も神坐湖町に戻ってきた。枢を殺す為に銃器や爆発物の取り扱い免許を所持している。
正体は動物でかつて食べ物を盗んだ所を汐に見つかって助けてもらった事で汐に懐くようになった。ペットのような態度なのはそのためである。枢の命を狙っていたのは汐を生き返らせる許可を得る為、「太郎八郎」の転生体である枢を殺して元の龍神に戻そうとしている為。

### サブキャラクター
クロハ
声 - 秋野花 / あさみほとり
131cm　スリーサイズ不明　血液型不明　好きな色：黒、濃い赤　好きなもの：水風船、わたあめ
神坐湖町に古くから伝えられている座敷童子で、草薙旅館に住んでおり、着物姿で右目に眼帯をしている。神坐湖旅館に訪れた枢と会い、旅館の跡継ぎに相応しいと力を使って枢の家族全員を強制的に神坐湖に移り住ませた。普段は姿は見えず、枢だけしか姿が見えないが、町の者は彼女の存在を知っており、彼女の部屋でもある旅館「奥の間」に一日三食料理を運び、時々彼女が手紙を置いて、その指示に従っている。イタズラ好きな性格の持ち主で、時々イタズラをしては運悪く枢が濡れ衣を被せられる事があり、幾多の不思議な力を使って枢を過去の神坐湖町に招いたりしている。また洋食好きで、時々手紙にハンバーグやコロッケを注文する事がある。
本名は「黒翼」。正体は天使。神坐湖町にある御神体を回収しに来たところ、それがあった御神木の所には学園が建っていた為、汐の提案で回収できるようになるまで草薙旅館の座敷童子として住んでくれるように頼まれる。しかし、客の一人の寝タバコが原因で旅館が全焼し、汐、つぐみ、澄空が巻き込まれ、その客を見過ごした事に責任を感じ、自身の力で生き返りの為の世界「エデン」と「ケテル」を作り出す。
草薙 柚子（くさなぎ ゆずこ）
声 - 上田朱音
枢の従姉で、草薙旅館の仲居をしている。スタイルは良く美人で、仲居としての仕事はきちんとしているがぶっちゃけた性格の持ち主で、夜に枢の部屋に来ては、酒を飲みながらみんなで騒ぎ立てる。自身の恋愛に関しては禁則事項らしい。
草薙 真紀（くさなぎ まき）
声 - 鶴瀬みずほ
枢の母方の祖母で、草薙旅館の女将。クロハと過去に出会った事があり、神坐湖町の守り神として信頼している。柔軟な思考の持ち主で、若者の気持ちも理解してくれるが、時として困った方向に働く事も。
テトメト
声 - 藤咲ウサ
クロハの従者で、二本足で歩く黒猫。語尾に「～ぬ」と付ける。枢以外には普通の黒猫に見えている。
忍坂 岳（おしざか たけし）
声 - 河村眞人
つぐみの弟で、小さい頃は枢たちとつぐみのグループに居た事があり、枢を「兄貴」と呼ぶ。つぐみが枢の事を好きなのを知っているが、ヘタな事を言うと鉄拳制裁を食らう恐れがあるため黙っている。枢同様、つぐみに対し、パブロフの犬と化している。

## 舞台
神坐湖町（かむくらこちょう）
物語の舞台となる町。秋田県にあり、土地の大部分が神坐湖で占められている田舎町。標高が高い場所に位置する。枢達が東京に引っ越す前は、のどかで平和を絵に描いたような田舎町だったが、総合学園である神坐湖学園が出来てからは需要性の高さから駅を中心に再開発が進んでおり、駅舎も近代的なデザインのものに建て替えられ、ショッピングモールが建設されたりしている。しかし交通網などに関しては後進的で、市営バスも昔ながらのボンネットバスが1、2時間に1便しか無かったりと、不便な所がある。
神坐湖町には座敷童子の言い伝えがあり、草薙旅館や天垂伊龍神社などでその話を聞く事ができ、また、神坐の語源はアイヌ語で「頂上の水面」という意味の「カントコトロ」から来ており、高地の山々に囲まれた湖から来ていると言われ、やがてカントコロ→カミノトコロ→神処→神坐（神の坐す所）と訛ったとも言われている。
神坐学園
神坐湖町の駅の隣に位置する総合学園。広大な敷地面積を持ち、幼稚園から大学までの学科が一貫して入っている。また、各部門で高名な学者や教授もおり、様々な研究機関や研究施設もあり、その重要性から利用する企業や機関が多く、神坐湖町を発展させるに至っている。元々は田舎の小さな学園で、校舎も素朴な木造二階建て校舎だった。
草薙旅館
主人公が手伝いに来た木造の老舗温泉旅館。現在は神坐学園の臨時の学生寮でもある。後にクロハの能力に寄って主人公が跡を継ぐことになる。
実は八年前に客の寝タバコが原因の火事で消失している。
天垂伊龍神社（あまだれのいりゅうじんじゃ）
駅の近くにあった古い神社。つぐみの実家。現在は学園の裏手の山中に移築されている。祭神はクロハ。
神坐湖
日本一深い湖として知られる湖。町の観光地の一つ。幼いころの主人公の遊び場でもあった。
中湖（なかのうみ）
神坐湖から北東に80kmほど離れた場所に位置する湖。かつて「太郎八郎」と言う名の龍神の土地神が住んでいたと言う伝説があることからモチーフは秋田県にかつて存在した八郎湖。
神坐駅
町の最寄り駅で町の中心。かつては小さな木造の無人駅で線路も単線だったが、再開発によって近代的なガラス張りの建物に生まれ変わった。ただしクロハの世界では古い駅のままである。

## スタッフ
- 原画 - せせなやう
- SD原画 - あおなまさお
- シナリオ - 若瀬諒、姫ノ木あく、モーリー
- 音楽 - 大川茂伸

## 主題歌

### 1/2 summer
オープニングテーマ「木漏れ日フレネル」
歌 - nao / 作詞 - 秋田うと / 作編曲 - 古津ケーキ
エンディングテーマ「Anthem」
歌 - nao / 作詞 - 秋田うと / 作編曲 - 古津ケーキ

### 1/2 summer+
オープニングテーマ「夏色オルケスタ」
歌 - nao / 作詞 - 秋田うと / 作編曲 - 大川茂伸
Guitar - マコト / Mixing Engineer - 新井健史

## 反響

### 販売本数
PSPへの移植版である『1/2 summer+』は、発売日である2013年7月18日から2013年7月28日の間に6,264本販売され、発売日から2013年12月29日の間では8,788本販売された。2013年7月期の販売ランキングでは50位に位置し、2013年期の販売ランキングでは531位であった。美少女ゲームの年間販売ランキングでは26位であった。

### 批評
『ファミ通』2013年7月25日号にて『1/2 summer+』のレビューが掲載された。4人のレビュアーがそれぞれ6, 7, 7, 6点をつけ、40点満点中26点を得た。夏休みの旅館を舞台とし座敷わらしが登場する設定に魅力があるとされたが、設定がやや難解で好みが分かれるとの意見もあった。グラフィックは色彩豊かで美麗と評され、新規グラフィックの追加に関しては「オリジナル版のファンでもみどころが豊富」と述べられた。ゲームシステムに関しては、スキップ機能を向上させて欲しいとの指摘が複数のレビュアーからなされた。

## 関連商品
- 1/2 summer Original SoundTrack

2012年8月9日先行発売・8月31日一般発売。